# Mack Trucks

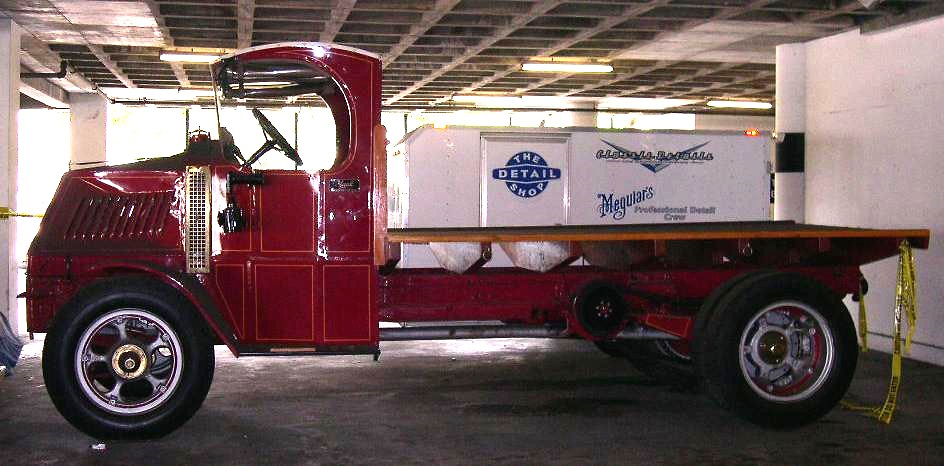
Mack AC

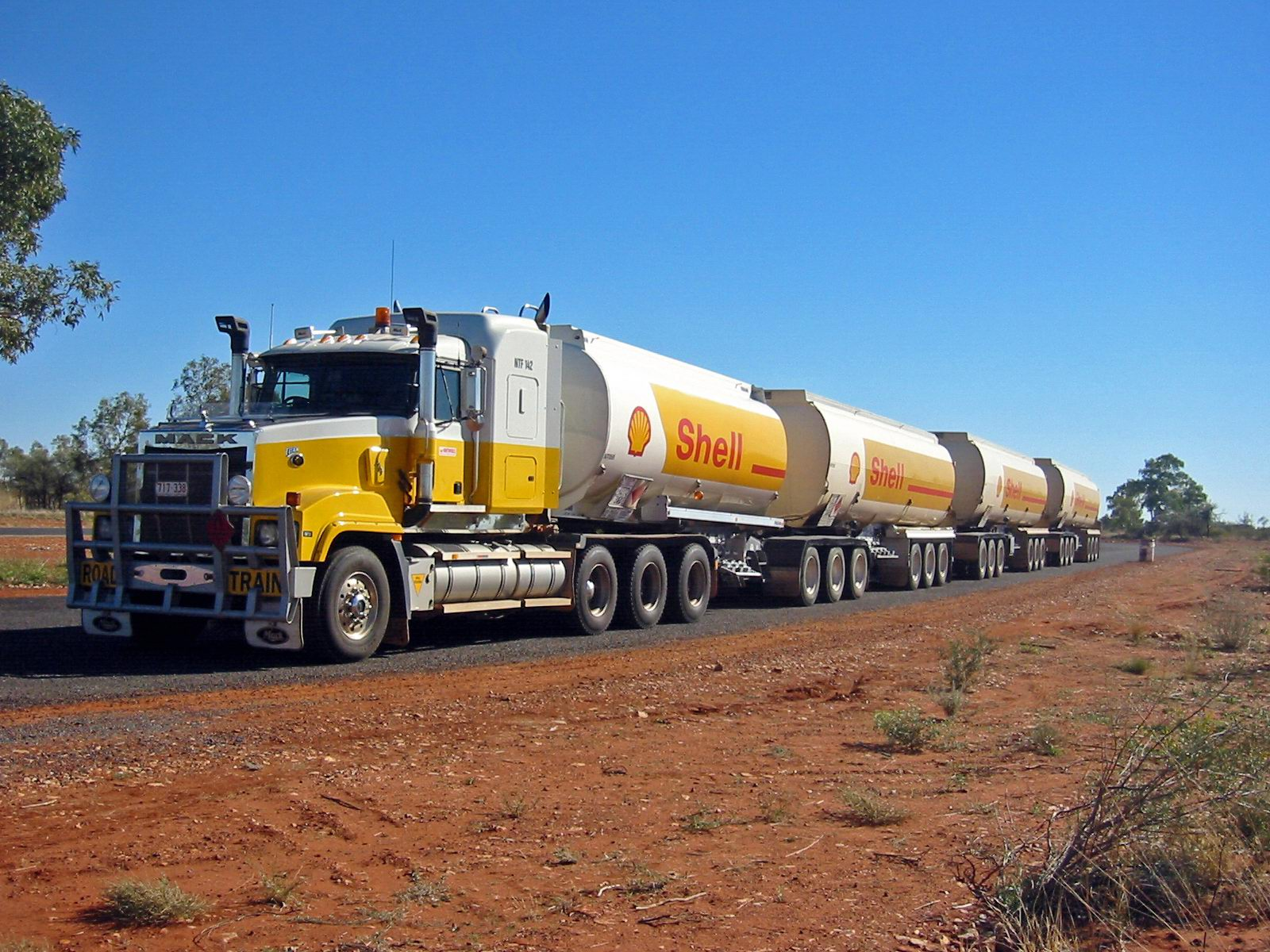
Mack road train in Australië

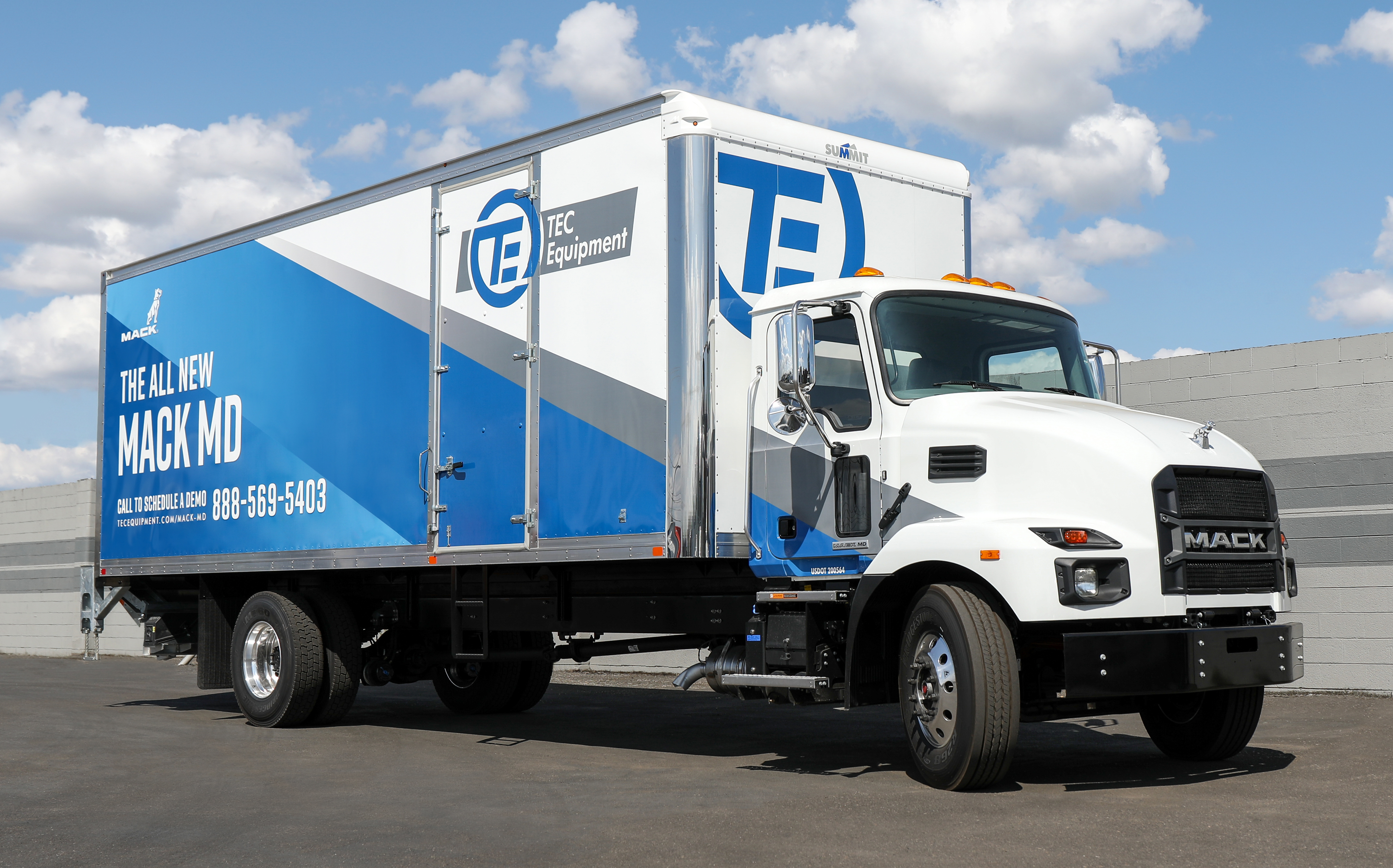
Mack MD 7 (2020)

Mack is een bekend Amerikaans vrachtautomerk. In de jaren 80 werd het bedrijf overgenomen door Renault VI/Volvo Trucks. Het hoofdkantoor van Mack bevindt zich in Greensboro in North Carolina.

## Activiteiten
Mack is de populairste zwaargewicht offroad-truck in klasse 8 tot klasse 13 producent in de Verenigde Staten. Op de voorkant van iedere truck staat het Mack-logo, een goudkleurige Engelse buldog. Mack produceert ook modellen voor op de gewone weg, als Highway. In 2023 verkocht Mack 29.830 vrachtwagens, waarvan 24 volledig elektrisch. 
Mack-trucks worden in 45 landen verkocht. Er zijn twee fabrieken, een voor de assemblage van vrachtwagens in Macungie, Pennsylvania, en in de vestiging Hagerstown, Maryland, worden motoren, versnellingsbakken en aandrijflijnen gemaakt.

## Geschiedenis
Het bedrijf werd in 1900 opgericht de broers Jack en Augustus (Gus) Mack. In dat jaar werd het eerste voertuig geproduceerd, een autobus voor het vervoer van twintig personen, met een motor van veertig pk. Jack Mack had zich al zeven jaar eerder ingekocht in een bedrijf dat koetsen maakte. In 1905 verhuisde de Mack Brothers Company van Brooklyn naar Allentown in Pennsylvania. In 2010 verhuisde het hoofdkantoor naar Greensboro.
In 1911 verkochten de gebroeders Mack het bedrijf. De nieuwe eigenaars zetten het bedrijf door onder de naam International Motor Company met Mack Brothers Motor Car Company en Saurer Motor Company als dochterondernemingen. In 1916 werd de Mack AC vrachtwagen geïntroduceerd. Deze werd een groot succes en het voertuig bleef tot 1939 in productie. Er werden ruim 40.000 stuks van gebouwd en tijdens de Eerste Wereldoorlog werden er 4500 geleverd aan het Amerikaanse leger en 2000 voertuigen aan Engeland. In 1919 werd de Saurer-merknaam van de markt gehaald, in 1922 werd de Mack Trucks-naam opnieuw geïntroduceerd en de buldog als logo ingevoerd.
Tijdens de Tweede Wereldoorlog produceerde het bedrijf zo'n 35.000 voertuigen voor diverse geallieerde afnemers. Het leverde vrachtwagens, artillerietrekkers, tanktransporteurs en bergingsvoertuigen.
In 1963 werd het Franse bedrijf Camions Bernard S.A. gekocht. Mack wilde met deze vestiging de import van vrachtwagen in Europa in eigen handen hebben. De productie van Bernard voertuigen werd aanvankelijk voortgezet, maar het bedrijf assembleerde ook Amerikaanse Mack’s. Door de hevige concurrentie ging Bernard in 1967 failliet.
Floor's Handel en Industrie B.V. te Hilversum is tussen 1955 en 1964 importeur geweest van Mack Trucks voor Europa. Eerst werden complete trucks geïmporteerd, later werden ze in delen per kratten aangevoerd en in een eenvoudige fabriekshal geassembleerd, soms met onderdelen die niet van Mack waren zoals Detroit dieselmotoren en cabines. Door de overname van Bernard was Floor's als importeur overbodig geworden. Later ging dit bedrijf, inmiddels deels verhuisd naar Wijchen, zelf vrachtauto's maken onder de naam FTF.
In 1977 tekende Mack een overeenkomst met de Franse vrachtwagenfabrikant Renault VI. Beide partijen gingen samenwerken op het gebied van de distributie van middelzware vrachtwagens met dieselmotoren in Noord- en Centraal-Amerika. In 1979 nam Renault een aandelenbelang van 10%, in 1983 was dit belang gestegen naar 40% en in 1990 waren alle aandelen in handen van Renault.
In het jaar 2000 nam Volvo Trucks alle aandelen van Mack van Renault over. Renault gebruikte de 12 liter Mack-motor tot 2003 in het vlaggenschip van het merk, de Magnum. De Renault-modellen worden in Australië verkocht onder de merknaam Mack.

## Verkoopcijfers
De verkoopcijfers van Mack Trucks in aantallen voertuigen. De Amerikaanse thuismarkt is de belangrijkste afzetmarkt.